# لودویگ بیبرباخ
لودویگ گئورگ الیاس موزز بیبرباخ (به آلمانی: Ludwig Georg Elias Moses Bieberbach) (زاده ۴ دسامبر ۱۸۸۶ در دارمشتات – درگذشته ۱ سپتامبر ۱۹۸۲ در اوبر اودورف) ریاضیدان اهل آلمان بود. وی به خاطر دستاوردهایش در آنالیز مختلط، حدس نامبردار به حدس بیبرباخ و نیز عضویتش در حزب نازی و فعالیت‌هایش در این حزب و تلاش برای اخراج استادان یهودی در دوره آلمان نازی شهرت دارد.

## زندگی و کارنامه
بیبرباخ در دانشگاه‌های هایدلبرگ و گوتینگن درس خواند و درجه دکتری را با سرپرستی فلیکس کلاین در سال ۱۹۱۰ به دست آورد. در سال ۱۹۱۳ در دانشگاه بازل سرگرم کار شد و در سال ۱۹۱۵ به دانشگاه گوته فرانکفورت رفت. او از سال ۱۹۲۱ تا ۱۹۴۵ در دانشگاه برلین مشغول کار بود. بیبرباخ، از اعضای فعال در حزب نازی و به ویژه در اس آ بود. وی به عنوان رئیس و معاون طولانی مدت دانشگاه برلین، پستهای مهمی در کادر رهبری دانشگاه داشت. او به دلیل نقش فعالش در تعقیب و اخراج استادان یهودی از دانشگاه در تاریخ دانشگاه به نام «بازجوی بزرگ» نامبردار است. از جمله استادانی که قربانی این تلاشهای وی شدند می‌توان ایسای شور (که بیبرباخ با او در ۱۹۲۸ مقاله‌هایی دربارهٔ هندسه و نظریه اعداد هم به چاپ رسانده بود)، هیلدا گایرینگر و به ویژه ادموند لانداو را نام برد. وی همچنین تلاش کرد جنبشی به نام ریاضیات آلمانی بنیان نهد و مجله ریاضی ای هم با همین نام تأسیس کرد. جنبش ریاضیات آلمانی، با واکنش برخی ریاضیدانان به ویژه هلموت هاسه روبرو گشت و بیبرباخ ناچار به عقب نشینی شد. وی در سال ۱۹۳۸ در پی انتشار نامه‌ای سرگشاده به ریاضیدان دانمارکی هارالد بور مجبور به کناره‌گیری از انجمن ریاضی آلمان شد. بیبرباخ پس از پایان جنگ در سال ۱۹۴۵ به دلیل فعالیت‌هایش در حزب نازی از همه مناسبش اخراج شد و سال‌های پایانی عمر را در اوبراودورف گذراند.
زمینه کاری بیبرباخ بیشتر آنالیز مختلط بود و وی دستاوردهای بسیاری در این شاخه دارد. او از جمله قضیه‌های نامبردار به قضیه‌های بیبرباخ را اثبات کرد که می گویند که در هر بُعد، تنها شمار متناهی از گروههای فضایی وجود دارند و بنابراین به حل مسئله هیجدهم از مسائل هیلبرت کمک شایانی کرد. بیبرباخ همچنین به دلیل حدسی که به نام خود او به حدس بیبرباخ نامبردار بود مشهور است. این حدس که به مدت ۶۰ سال از مسائل حل نشده ریاضیات بود، سرانجام در سال ۱۹۸۴ به وسیله ریاضیدان فرانسوی لویی دوبرانژ اثبات شد.

## آثار
- Einführung in die konforme Abbildung. de Gruyter, Berlin 1915
- Funktionentheorie. Teubner, Leipzig 1922. (= Teubners Techn. Leitfäden, 14)
- Theorie der Differentialgleichungen. Vorlesungen aus dem Gesamtgebiet der gewöhnlichen und der partiellen Differential-Gleichungen. 1923, Berlin (=Grundlehren der mathematischen Wissenschaften 6)
- Differential- und Integralrechnung. Band 1 Differentialrechnung. 1927
- Lehrbuch der Funktionentheorie. Band 2 Moderne Funktionentheorie. Teubner, Leipzig und Berlin 1927
- Vorlesungen über Algebra, Unter Benutzung der dritten Auflage des gleichnamigen Werkes von Dr. Gustav Bauer. 4. Auflage, Teubner, Berlin und Leipzig 1928.
- Theorie der Differentialgleichungen. Vorlesungen aus dem Gesamtgebiet der gewöhnlichen und der partiellen Differentialgleichungen. Dritte neubearbeitete Auflage. Springer, Berlin 1930 (= Die Grundlehren der Mathematischen Wissenschaften in Einzeldarstellungen mit besonderer Berücksichtigung der Anwendungsgebiete. Band VI)
- Lehrbuch der Funktionentheorie. Band I Elemente der Funktionentheorie. Leipzig 1930
- Analytische Geometrie. Leipzig 1930.
- Projektive Geometrie. Teubner, Leipzig und Berlin 1931.
- Differentialgeometrie. 1932
- Einleitung in die höhere Geometrie. Leipzig 1933 (=Teubner's mathematische Leitfäden, Band 39)
- Galilei und die Inquisition. München 1938
- Carl Friedrich Gauß. Ein deutsches Gelehrtenleben. Keil, Berlin 1938.
- Einführung in die konforme Abbildung. De Gruyter, Berlin 1949.
- Theorie der geometrischen Konstruktionen. Basel 1952 (= Mathematische Reihe, Band 13)
- Theorie der gewöhnlichen Differentialgleichungen auf funktionentheoretischer Grundlage dargestellt. Berlin 1953. (= Die Grundlehren der mathematischen Wissenschaften in Einzeldarstellungen, Band LXVI)
- Analytische Fortsetzung. Berlin 1955 (=Ergebnisse der Mathematik und ihrer Grenzgebiete, Band 3)
- Einführung in die Theorie der Differentialgleichungen im reellen Gebiet. Springer, Berlin, Göttingen, Heidelberg 1956.
- Einführung in die analytische Geometrie. 6. Auflage, Bielefeld 1962.